# Welsh Cob

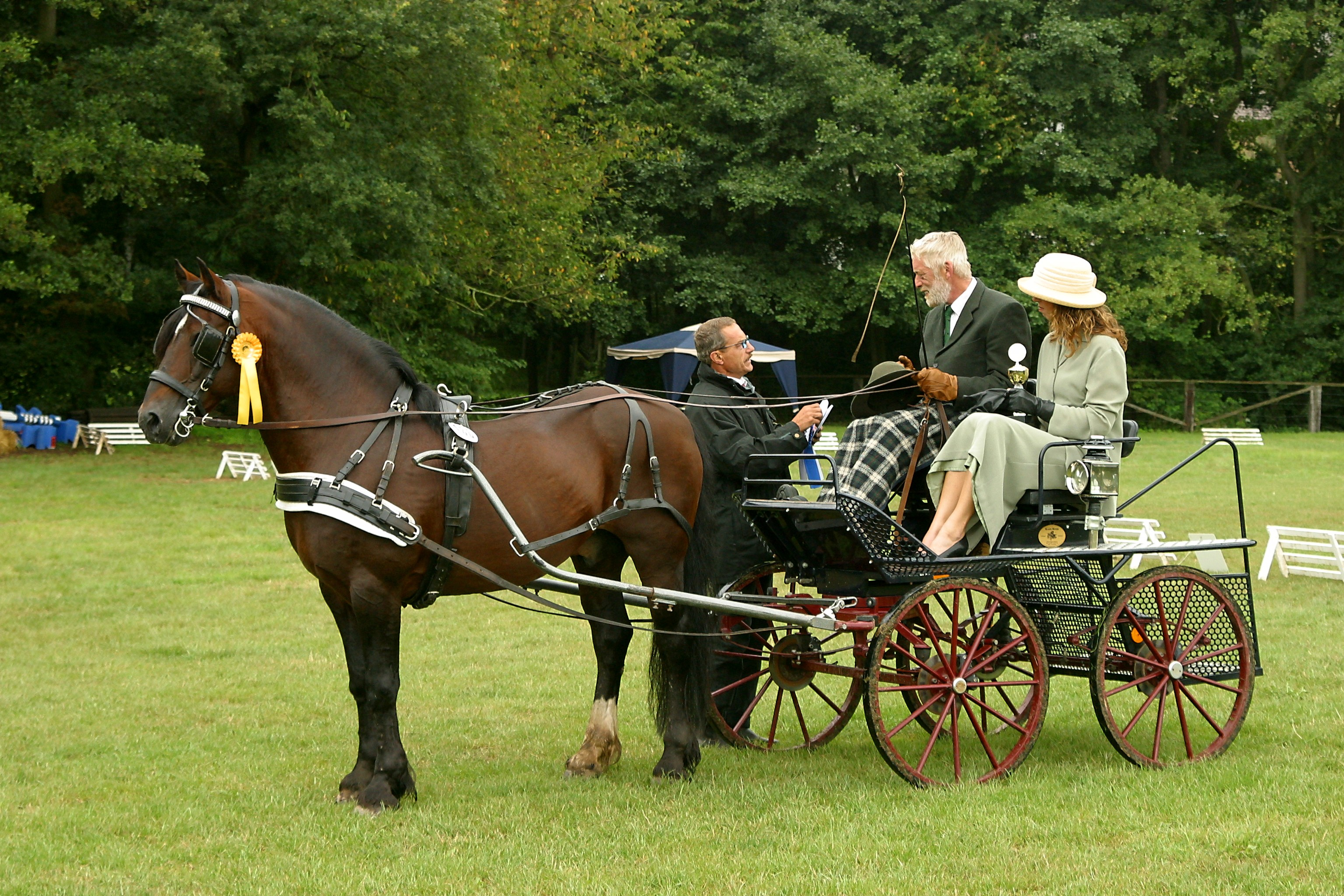
Zaprzęg

Welsh Cob (również Cob walijski ) – rasa konia o małej głowie, wysoko osadzonej szyi i muskularnym ciele . Ma mocne tylne kończyny o mocnych i suchych stawach i ścięgnach . Koń ma też długie włosy grzywy i ogona. Występują wszystkie maści podstawowe, dominuje umaszczenie kasztanowate, gniade, kare, bułane . Wysokość: 140-152 cm w kłębie . Należy do gatunku "małych koni". Pochodzi od kuców walijskich i koni hiszpańskich .